# Ivan Dornič
Ivan Dornič (* 12. April 1985 in Bratislava, Tschechoslowakei) ist ein ehemaliger slowakischer Eishockeyspieler, der die letzten Jahre seiner Karriere bei den Dubai White Bears in der Emirates Ice Hockey League unter Vertrag stand.

## Karriere
Ivan Dornič begann seine Karriere als Eishockeyspieler in seiner Heimatstadt in der Nachwuchsabteilung des HC Slovan Bratislava, für dessen Profimannschaft er in der Saison 2002/03 sein Debüt in der slowakischen Extraliga gab. In seinem Rookiejahr wurde der Center mit seinem Team auf Anhieb Slowakischer Meister. Nach diesem Erfolg ging er für eineinhalb Jahre in die kanadische Juniorenliga Western Hockey League, in der er für die Portland Winter Hawks, die ihn beim CHL Import Draft 2003 an insgesamt achter Position ausgewählt hatten, aktiv war. Im selben Jahr wurde er beim NHL Entry Draft in der sechsten Runde an Position 176 von den New York Rangers gezogen, bekam dort aber nie einen Vertrag. Anschließend an seine Zeit in Portland kehrte er nach Bratislava zurück und wurde mit Slovan 2005 erneut Slowakischer Meister. In dieser Spielzeit lief er parallel für den HK Trnava in der 1. Liga, der zweiten slowakischen Spielklasse, auf.    
In der Mitte der Saison 2005/06 wechselte Dornič von Slovan Bratislava zu dessen Ligarivalen HK 36 Skalica. Diesen verließ er bereits nach saisonübergreifend nur einem Jahr wieder und schloss sich dem BK Mladá Boleslav aus der zweiten tschechischen Spielklasse an. In der Saison 2007/08 stand der ehemalige Junioren-Nationalspieler für den HK Nitra in der slowakischen Extraliga auf dem Eis. Anschließend verbrachte er zwei Jahre bei dessen Ligarivalen MHC Martin, mit dem er in der Saison 2008/09 auf europäischer Ebene den IIHF Continental Cup gewann. 
Für die Saison 2010/11 erhielt Dornič einen Probevertrag beim neu gegründeten HC Lev Poprad aus der Kontinentalen Hockey-Liga. Da dieser jedoch anschließend noch nicht den Spielbetrieb aufnahm, begann er die Spielzeit beim HK Detva in der zweiten slowakischen Spielklasse. Daraufhin schloss er sich dem Königsborner JEC aus der Eishockey-Oberliga an, ehe er im Januar 2011 zu den Rødovre Mighty Bulls aus der dänischen AL-Bank Ligaen wechselte. Dort wurde er auf Anhieb Spieler des Monats Januar. In der Saison 2011/12 spielte der Slowake für Metallurg Schlobin in der belarussischen Extraliga, beendete die Saison jedoch bei den Aalborg Pirates in Dänemark. Anschließend stand er bei der VEU Feldkirch unter Vertrag. In der zweiten Jahreshälfte des Jahres 2013 spielte er für den MsHK Žilina in der Slowakei sowie Aksam Unia Oświęcim aus der polnischen Ekstraklasa, ehe er 2014 zum ASC Corona Brașov in die MOL Liga wechselte. Nachdem er in der Saison 2014/15 vereinslos war, wechselte er auf die arabische Halbinsel und spielte bis zu seinem Karriereende 2021 für die Dubai White Bears in der Emirates Ice Hockey League, die er mit dem Klub 2017 gewinnen konnte.

### International
Für die Slowakei nahm Dornič an der U18-Junioren-Weltmeisterschaft 2003 teil. Bei dieser erzielte er in sieben Spielen ein Tor und gab eine weitere Vorlage. 2008/09 absolvierte er zwei Länderspiele in der Herrenauswahl des Landes.

## Erfolge und Auszeichnungen
- 2003 Silbermedaille bei der U18-Junioren-Weltmeisterschaft
- 2003 Slowakischer Meister mit dem HC Slovan Bratislava
- 2005 Slowakischer Meister mit dem HC Slovan Bratislava
- 2009 IIHF-Continental-Cup-Gewinn mit dem MHC Martin
- 2011 Belarussischer Pokalsieger mit Metallurg Schlobin
- 2012 Slowakischer Meister mit Metallurg Schlobin
- 2017 Meister der Vereinigten Arabischen Emirate mit den Dubai White Bears

## Extraliga (SVK)-Statistik
(Stand: Ende der Saison 2013/14)